# بابلو ماكيدا
بابلو ماكيدا (بالإسبانية: Pablo Maqueda) (مواليد 18 يناير 1971)، هو لاعب كرة قدم سابق كان يلعب كمهاجم.

## وصلات خارجية
- بابلو ماكيدا على موقع رابطة كرة القدم اليابانية للمحترفين (اليابانية)
- بابلو ماكيدا على موقع قاعدة بيانات كرة القدم.إي يو (الإنجليزية)
- بابلو ماكيدا على موقع عالم كرة القدم.نت (الإنجليزية)